# Sarasvati (godin)

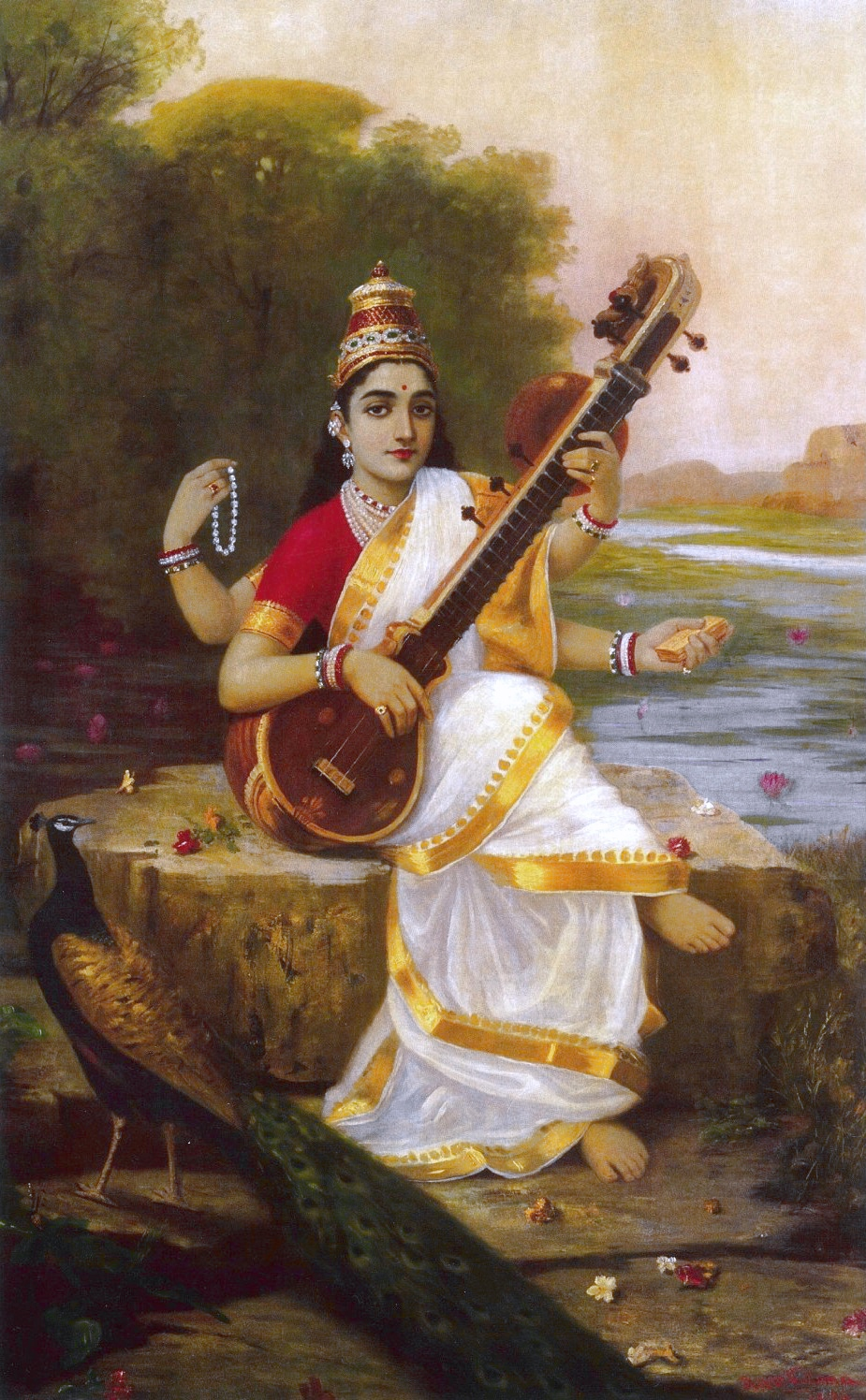
Schilderij van Sarasvati door Raja Ravi Varma

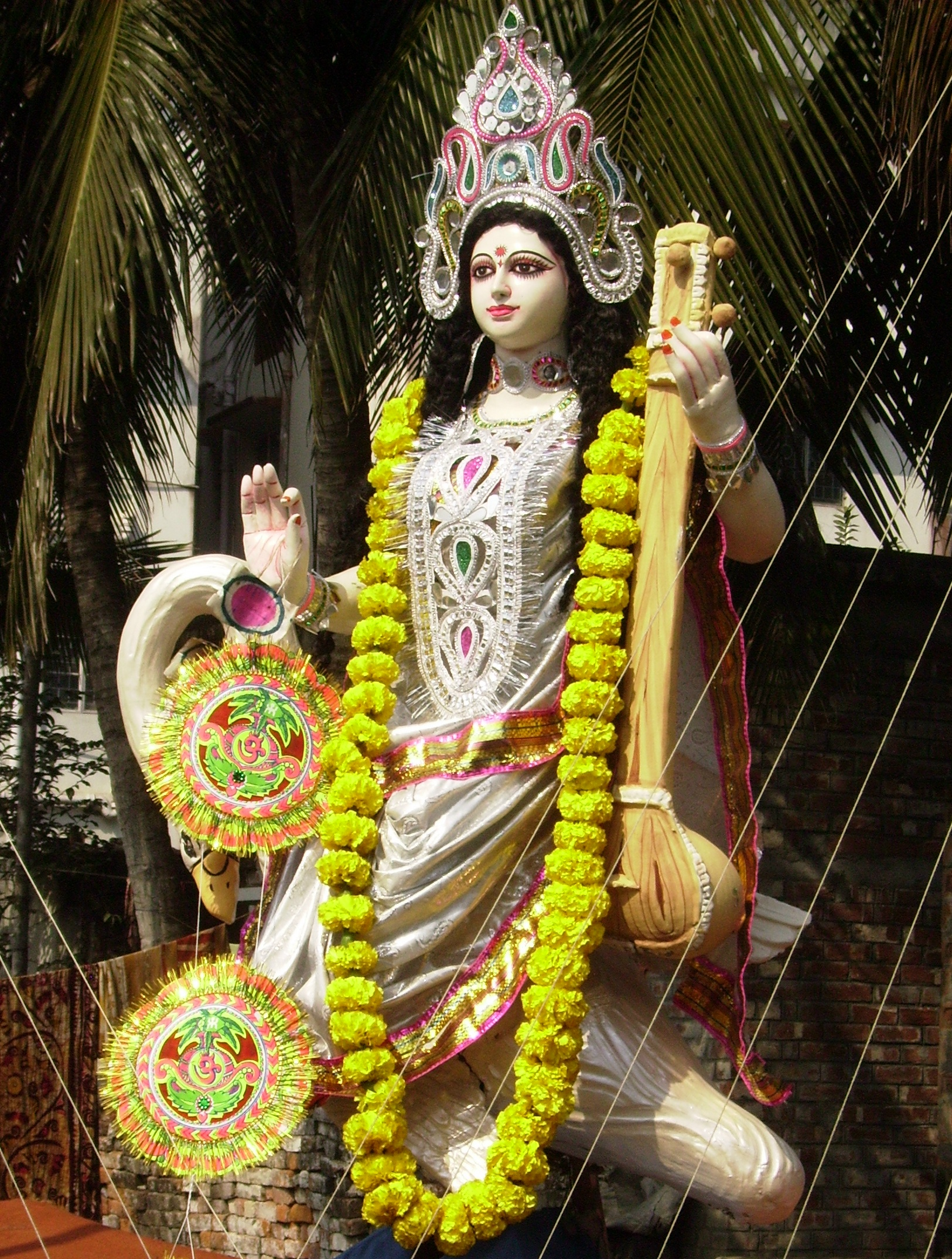
Sarasvati met Vitarka Mudra, het gebaar voor discussie en leren

Sarasvati (Sanskriet: सरस्वती, waterige) is een riviergodin uit de Veda's. Daarna is zij, voornamelijk als Hindoeïstische godheid, de godin van kennis, kunst, muziek, dichtkunst, wijsheid, retorica, schrift en literatuur. Want dat alles borrelt als vanzelf op uit het aldoordringend water van de oeroceaan, de bron van alle leven. Zij is het vrouwelijke scheppingsprincipe, daar waar het mannelijke haar echtgenoot Brahma is. Ze verblijven samen in Brahmaloka. Andere namen van Sarasvati zijn: Satarupa, Savitri, Gayatri en Brahmani. In de latere mythologie werd ze met Vâch, de godin van de spraak, geïdentificeerd.
Soms wordt de naam wel als Saraswati uitgesproken, omdat de Indische uitspraak van de labiodentale v tussen de westerse v en w in ligt.

## Kenmerken
Zij staat meestal afgebeeld met een vina, een snaarinstrument, in haar handen en is herkenbaar doordat deze vina twee kalebassen heeft. In de snaren ontstaan de trillingen van de hele schepping, die zich als golven om haar heen uitbreiden. Aangezien ook de Sanskriet woorden uit deze trillingen bestaan, draagt zij soms een palmbladmanuscript als weergave van de diepere kennis die in de vedische hymnen opborrelt in het bewustzijn van de rishis (zieners). Het is ook haar associatie met het schrift. Zij is de moeder van de Veda's en bedacht de Devanagari-letters.
Soms wordt ze met vier armen afgebeeld. Met een rechterhand geeft ze een bloem aan haar echtgenoot. In een linkerhand heeft ze de parelketting Sivamala (Shiva's rozenkrans).
De godheden krijgen ook altijd een rijdier toebedacht dat hun waarde als emotionele drijfkracht het best weergeeft. Sarasvati's rijdier is een zwaan.

## Gayatri
De Skanda Purana onderscheidt Sarasvati en Gayatri. 
Sarasvati kwam te laat bij een groot offer opdagen, waarbij alle goden aanwezig waren. Brahma gaf Indra de opdracht een andere vrouw te halen om als zijn echtgenote aanwezig te zijn bij de offerplechtigheid. Indra bracht het melkmeisje Gayatri mee en Brahma huwde haar ter plekke, zeggend dat zij de moeder van de Veda's zou worden. 
Toen Sarasvati aankwam werd ze woedend en zei, dat Brahma slechts één dag in het jaar zou worden aanbeden, Indra door zijn vijanden in ketens zou worden geslagen, Vishnoe onder de mensen geboren zou worden en zijn vrouw aan zijn vijand zou verliezen, Rudra zijn mannelijkheid zou verliezen, Agni alles, schoon of niet, zou opeten. Ook de priesters en Brahmanen werden door haar vervloekt. Tegen Lakshmi zei ze, dat ze nooit op dezelfde plek zou blijven (als godin van het geluk) en trouw aan wie smerig, weerzinwekkend, zondig, wreed, dwaas en barbaars was. En Indrani (de echtgenote van Indra) voorspelde ze, dat Indra's invaller op de troon, Nahusha, haar zou begeren. Sarasvati sprak daarbij de vloek uit dat de vrouwen van alle goden kinderloos zouden blijven. 
Gayatri kon de vloeken een beetje verzachten toen Sarasvati de vergadering had verlaten. Tegen Indra zei ze, dat zijn zoon hem zou bevrijden. Vishnoe zou zijn vrouw terugvinden. Al zou Rudra zijn mannelijkheid verliezen, de Linga zou als zijn vertegenwoordiger universeel worden aanbeden. De godinnen zouden ondanks hun kinderloosheid niet teleurgesteld zijn. De mensen zouden de Brahmanen als goden vereren en de vereerders van Brahma zouden uiteindelijk allemaal in hem worden opgenomen.

## Ter vergelijking
Er is er een zekere overeenkomst van deze godin met de Mesopotamische Nanibgal.

## Afbeeldingen

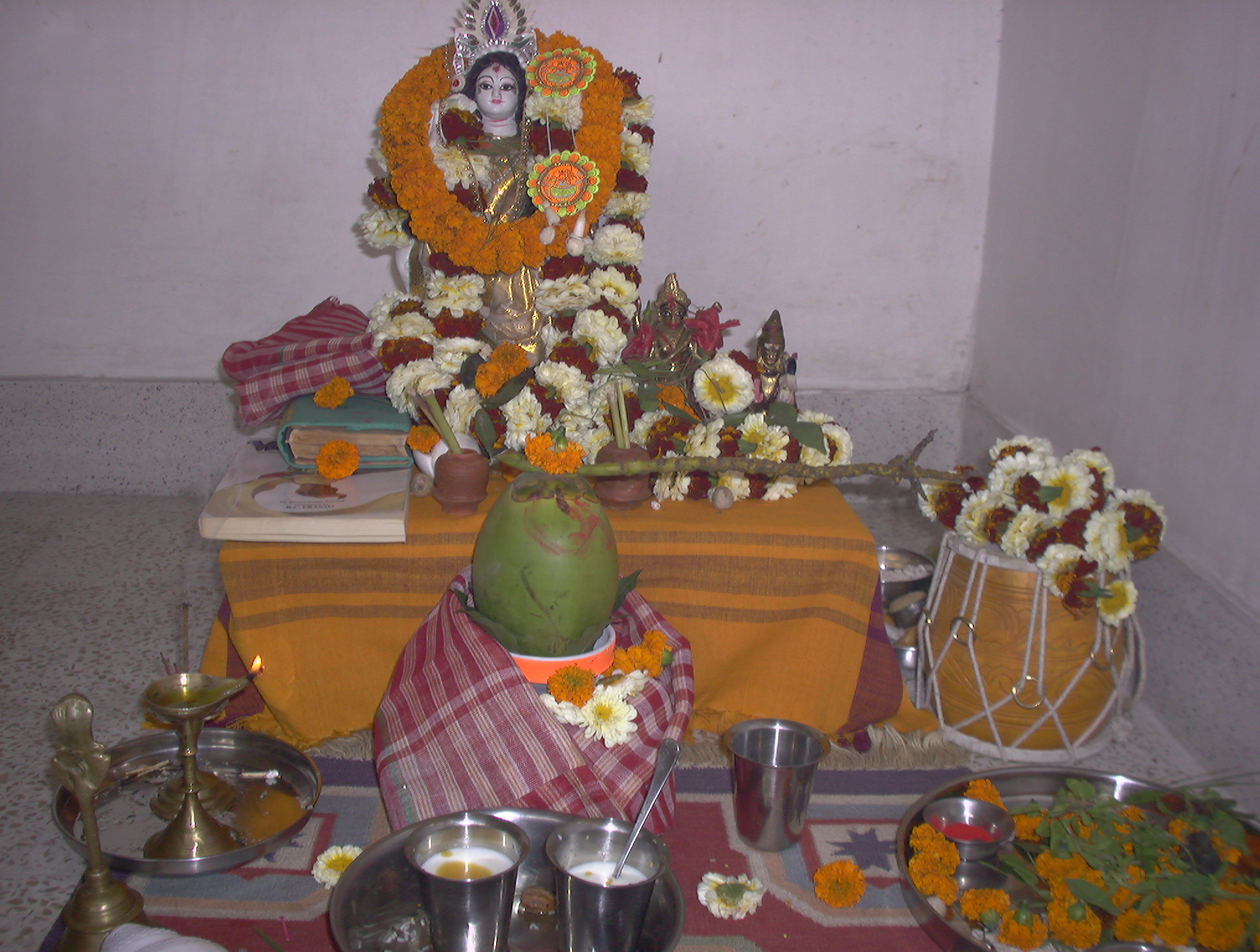
Altaar met offers voor Swarasvati
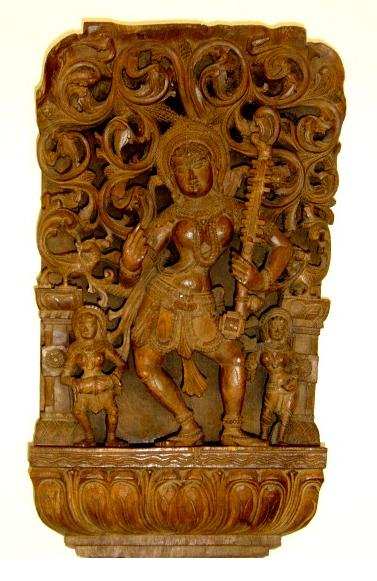
Houten beeld, let op de vina met dubbele kalebas
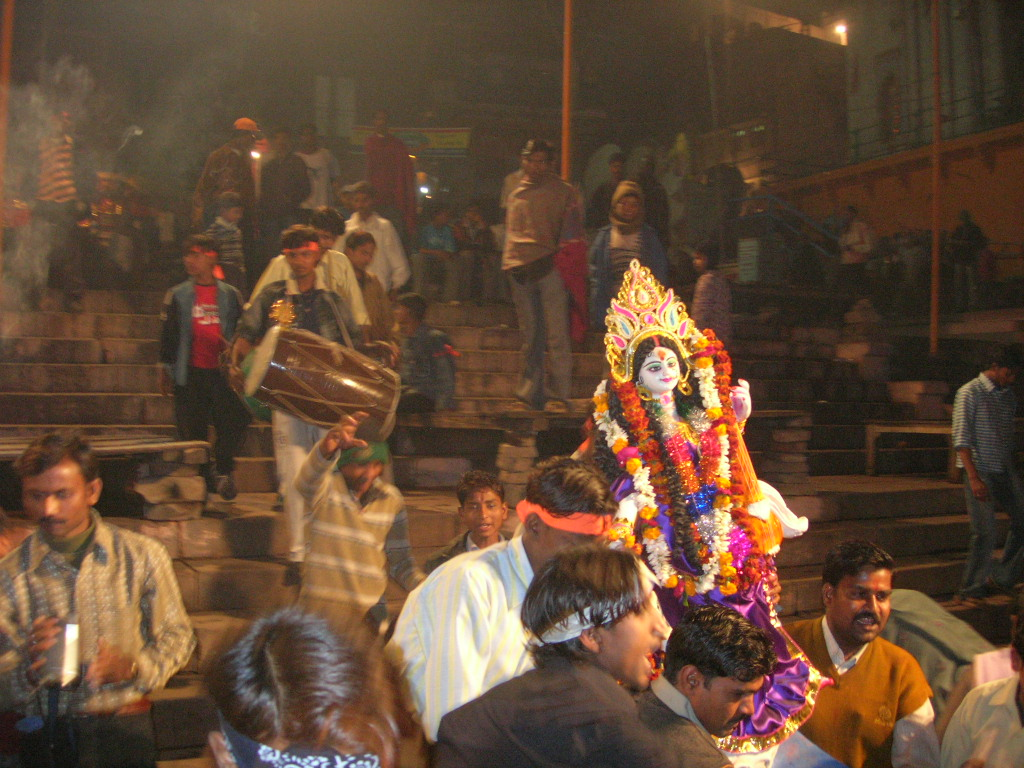
Swarasvati festival, India
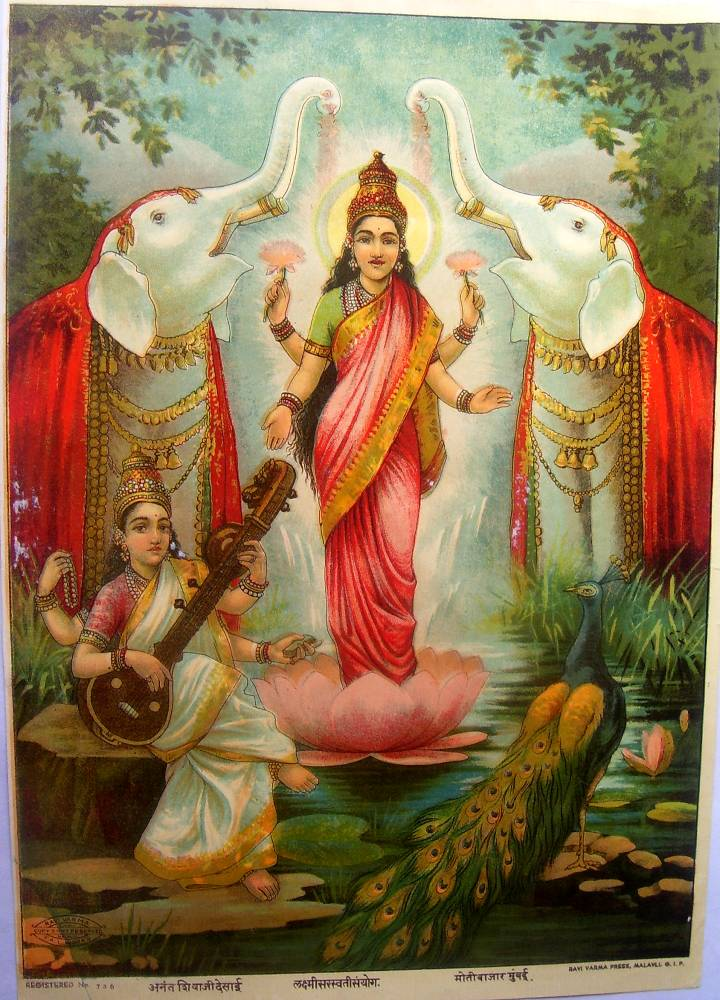
Lakshmi als "Gajalakshmi" en Sarasvati met haar pauw